# Montefalco

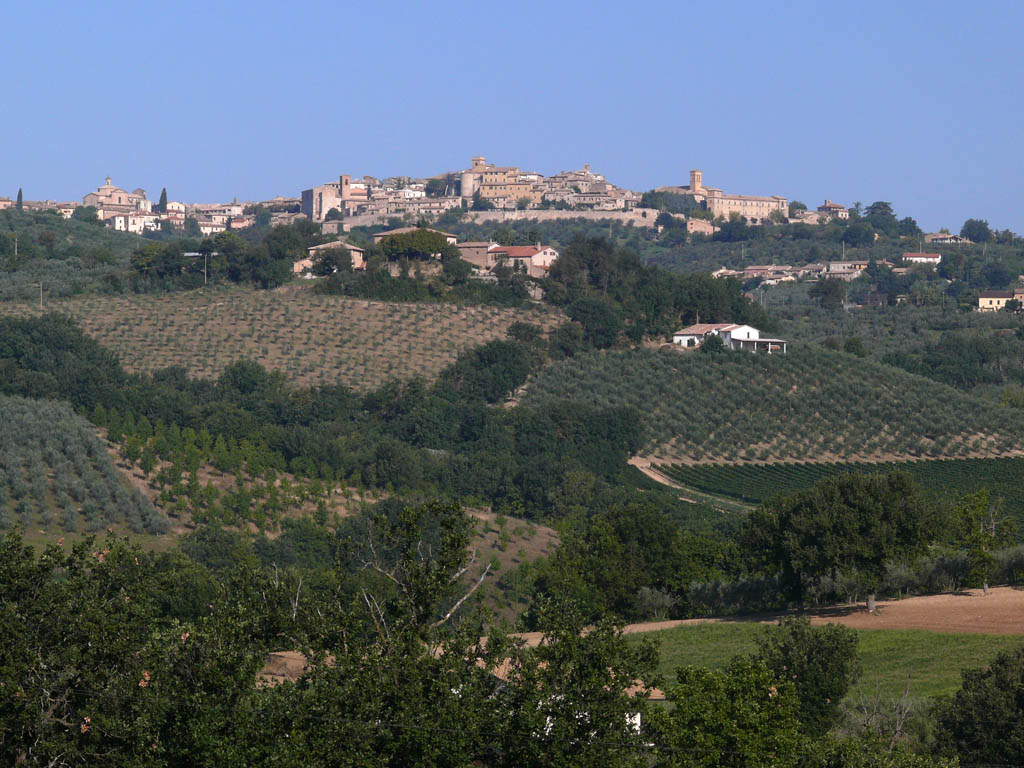
Montefalco, vista.

Montefalco es una ciudad y un municipio italiano de 5.702 habitantes en la provincia de Perugia (Umbría) en un afloramiento de las colinas Martani sobre la llanura aluvial del río Clitunno, a 7 km al sureste de Bevagna, 11 km al suroeste de Foligno, y 9 km al noroeste de Trevi.

## Historia
La ciudad ya era un poblamiento activo desde los tiempos de los umbrios. Después estuvo bajo dominación romana y lombarda, llamándose Coccorone en la Edad Media. En 1249 fue saqueada por Federico II, pero pronto fue reconstruida con su nombre actual. Desde el siglo XIII fue una comuna libre con gobierno de la nobleza local y los comerciantes, pero después, como muchas otras localidades de Umbría, dio paso al gobierno de una Signoria — en este caso, la de los Trinci de la vecina Foligno (1383-1439). En 1446 cayó en poder de los Estados Pontificios en los que permaneció hasta la unificación de Italia en 1861.
Santa Clara de Montefalco, a veces conocida como Santa Clara de la Cruz, nació en Montefalco y allí murió en el 1308.

## Lugares de interés
Montefalco tiene hoy varias iglesias, algunas de estilo románico, otras góticas y renacentistas. Históricamente, la más importante es la iglesia de San Francesco, que es hoy el museo municipal, y, dada su colección de arte y objetos diversos, uno de los más importantes museos de Umbría.  La iglesia destaca por su ciclo de frescos sobre la vida de san Francisco de Asís, del artista de Umbría Benozzo Gozzoli (1450-1452). Otros artistas representados en el museo son Perugino, Melanzio, Pier Antonio Mezzastris, Antoniazzo Romano y Tiberio d'Assisi.
Entre las otras iglesias que se encuentran dentro y fuera de los muros de la ciudad están Sant'Agostino, Sant'Illuminata y San Fortunato. Este último, construido en el siglo IV sobre la tumba del santo y renovada en el siglo XV, tuvo frescos por Gozzoli y Tiberio d'Assisi.
El Palazzo Comunale («Ayuntamiento») del siglo XIII tiene una ventana con parteluz del edificio original y un pórtico del siglo XV. También notables son las puertas en los muros, incluyendo la Porta Sant'Agostino, Porta Camianoìì y Porta Federico II.

## Cultura
El municipio de Montefalco y una pequeña zona del municipio de Bevagna constituyen la zona geográfica regulada para la producción de los vinos Montefalco.  Cada año, alrededor de Pascua, la ciudad celebra un gran festival llamado Settimana Enologica — o «Semana Enológica»— donde los visitantes pueden disfrutar de los principales vinos producidos en la zona incluyendo los vinos de mesa, comparativamente más simples, Montefalco Rosso, los tintos más complejos con denominación de origen Sagrantino, por los que la región es famosa, y el Montefalco Sagrantino secco.

## Evolución demográfica
| Gráfica de evolución demográfica de Montefalco entre 1861 y 2001 |
|                                                                  |
| Fuente ISTAT - elaboración gráfica de Wikipedia                  |